# 宮澤ゆうな
宮澤 ゆうな（みやざわ ゆうな、1980年8月10日 - ）は、日本のAV女優。
北海道出身。1990年代後半より活動している。
趣味：カラオケ。特技：料理。

## 経歴
1998年10月にパラダイステレビの「パラダイスガールズ」に起用された。1990年代にフジテレビ系列の『足立区のたけし、世界の北野』にレギュラー出演した。
テレビ東京の『しもじま』、 サンテレビの『のりノリ天国』にも出演した。第1回ホームエンターテイメント産業展にも他のAV女優達と共に参加した。
1999年4月に『告白の性 Vol.2』でVシネマに初出演し、2000年1月には『プラチナKiss』でAVデビューした。およそ1年間、AVアイドル路線で活動した後、インディーズに転身した。B-OPENによるX CITYの「LoveChat Live」にも出演した。

## 作品

### オリジナルビデオ
- 告白の性 Vol.2 つい、漏らしちゃったんです（1999年4月25日、ビームエンタテインメント）共演:小野美晴 他4名
- 淫獣学園（1999年6月25日、ENGEL）主演:中野若葉
- 新・痴漢白書3（1999年9月10日、ピンクパイナップル）
- 実録性犯罪ファイル 都会の禁猟区（1999年10月22日、Mid Night（TMC））共演:沢口みき、森本みう、奈賀毬子

### アダルトビデオ
2000年
- プラチナKiss（1月31日、セクシア）
- Love impact（2月25日、セクシア）
- 眩しい秘密（3月24日、セクシア）
- 卒業写真（4月27日、VIP）
- 制服天使 Vol.1（5月18日、VIP）
- プリティワイフ 12 きっと忘れない…（6月16日、セクシア）
- やりすぎ家庭教師 15（8月28日、ミス・クリスティーヌ）
- プリティワイフ2001（9月22日、レイジングカンパニー OSD-37）全5名
- 純愛レイプ 美乳餌食（9月27日、SAMM）
- 逆ソープ天国 （10月27日、バビロン）
- 女尻（11月21日、アリスJAPAN）
- あぶない放課後 新・女教師スペシャル（12月24日、Vogue）

2001年
- おねだりナース（2月21日、Vogue）
- い・も・う・と（4月6日、MERMAID (フェアエスト））
- 宮澤ゆうなの手コキ・淫語・痴女（4月9日?、ON (ハムレット））
- 恥ずかしいコト。（5月5日?、PLUS （AUDAZ））
- プリティワイフ Re-mix（5月31日、SexiA SEA-215）全7名
- TABOO 近親相姦 壊れていく女（6月1日、QUEST （MOODYZ)）共演:小林ひとみ
- 恥辱のキャンペーンガール（6月7日、BABE （ハムレット））
- ちえズ.エンジェル コスプレAV 1（7月7日、DEMAND （ハムレット））共演:友崎りん、夢野まりあ
- ちえズ.エンジェル コスプレAV 2（7月7日、DEMAND （ハムレット））共演:友崎りん、夢野まりあ
- ちえズ.エンジェル コスプレAV 3（7月7日、DEMAND （ハムレット））共演:友崎りん、夢野まりあ
- FACE 38 僕の知らない彼女の素顔（8月23日?、AUDAZ）

2002年
- 変身るわよ Vol.8（2月1日、ワンズファクトリー）
- やりすぎ家庭教師120分スペシャル！！（3月23日、h.m.p/Miss Christine FMC-005）全5名
- 服従の奉仕メイド 4（9月13日、コレクト）

2003年
- 緊縛M女調教 第三章（2月6日、SODクリエイト）

2005年
- 若妻レイプ 夫の目の前で犯されて 被虐の不妊治療（2月8日、死夜悪）
- おとなの宴会 乱交!ピンク・コンパニオン 3 ～王様ゲーム・野球拳付き（コスプレ無料）～（2月17日、V&Rプロダクツ）…共演:藤井彩、畑野れん、斉藤りの、中條美華
- 龍縛愛玩調教 30 教育実習生（3月8日、龍縛）
- レイプ魔人を探せ!（6月17日、桃太郎映像出版）共演:佐倉愛音、千乃エリカ
- M MANIA（7月1日、EDGE （MOODYZ））共演:西野沙織
- 痴女っちゃおっかなァ・2（7月9日、Fan）共演:浜谷そよか 他5名
- ヤリステ II（7月20日、小次郎 （ネクストイレブン））共演:椎名すみれ
- 深夜タクシー後部座席（7月25日、FA映像）他出演:望月加奈、結衣美沙、松下ゆうか、織倉真琴
- 義妹よ 僕の大切な人（9月16日、M（フェアエスト））共演:ミュウ
- 街角アクメ 3（10月6日、ナチュラルハイ）共演:さくら葵、岡本あい、愛川由衣
- 近親妻 義父に犯され 義兄に中出しされました（11月11日、人妻.com（隼エージェンシー））
- 近親相姦8ストーリー -第十一章-（12月5日、隼エージェンシー）他出演:友田真希、矢吹まりな、仲西彩乃、和希優子、片桐あおい、森宮真美、ささきふう香

2006年
- 巨乳家庭教師 先生の授業がエロすぎて僕…ガマンできない（1月13日、隼エージェンシー）他出演:菊原まどか 他4名
- 親友の母 友田真希（1月19日、太（グラフィティジャパン）） 主演:友田真希
- 極上4時間 手淫&舌淫SP3 怒涛の50連発+バイブ攻め発射10連発（3月10日、隼エージェンシー）他多数出演
- レイプ現場 VIII ザーメンで汚された6人の女教師レイプ現場（4月10日、隼エージェンシー）他5名出演
- 巨乳中出し240 X（4月10日、隼エージェンシー）他出演:横山メグ、桃井リカ、星野なつ、葉山くみこ、綾乃梓、大沢莉央
- もっとアソコをほじくって… <若妻編>（8月31日、隼エージェンシー）他出演:松本亜璃沙、南原香織、姫野愛、多々野昌稀、夏木奈緒
- 9人の奴隷妻5 昼下がりの犯され妻（10月10日、隼エージェンシー）他出演:結衣、ささきふう香、つかもと.友希、酒井ちなみ、和希優子、愛沢美奈、須藤あゆみ
- 昼下がりの犯され妻 9人の奴隷妻 5（10月10日、隼エージェンシー）他8名出演
- 巨乳レイプ4時間 第9章（12月10日）他出演:葉山くみこ、瞳れん、華美月、美咲沙耶、瀬名えみり、大石もえ、平山加奈、南野優、小向杏奈、安奈久美

2007年
- 禁断の契り ～ママと呼ばれたくて～（3月10日、AVS）
- コギャルレズビアン女同士なマジ恋愛（3月19日、クロス）共演:安野つばさ、鮎見エリカ、吉岡真希
- ワキズリすぺしゃる part2（4月25日、BRAVO）他出演:仲咲千春、柚原まこと、小泉ゆり、神谷ひとみ
- トリプルレズビアン 2 同性愛の集う秘密の園（5月11日、U&K）共演:坂下麗、山口真理
- 美熟女のバーチャル悦楽（6月7日、スティルワークス）
- すけべぇ義父の嫁いぢり 22 美人姉妹W痴態編（6月8日、東京音光）共演:早坂めぐみ
- プリティワイフ DX 美里ミリ 森野いずみ 宮澤ゆうな（6月13日、NEO ATLAS UQUV-119）全3名
- 未成年犯罪撲滅運動（8月16日、SODクリエイト）他出演:椎名りく、はるか悠
- 女神の手 ～豪華熟姫達の手コキ三昧～（9月7日、ZONE）他出演:風間ゆみ、南原香織、松本亜璃沙、あずま樹、倖田李梨、清原りょう、佐藤美久、小泉ありさ、ほのか美優

2008年
- 貴方はワタシの、性処理玩具（5月1日、ワンズファクトリー）他出演:結城リナ、青木美和、愛内萌

## 書籍・その他

### 写真集
- 宮澤ゆうな写真集 Pretty Peach（2000年6月10日、つがる出版、撮影：木村智哉）ISBN 978-4887230323

## シングル
- 初めての告白（2000年1月31日、ARIES（トライハートコーポレーション））

## テレビ出演

### テレビドラマ
- 渡り番頭・鏡善太郎の推理 第1作 奥伊豆殺人渓谷 美人女将が夫を殺した!?（2000年2月12日、テレビ朝日・土曜ワイド劇場）

### テレビ番組・地上波
- 足立区のたけし、世界の北野
- しもじま
- スーパージョッキー
- タレコミ
- トゥナイト2
- のりノリ天国
- 愛に恋（テレビ埼玉）